# Kostel svatého Mikuláše (Višňové)
Kostel svatého Mikuláše je římskokatolický chrám, nacházející se v obci Višňové v okrese Žilina. Farnost patří do žilinské diecéze.
V kronikách se již v roce 1514 vzpomíná rychtář Wyšnovsky, který dal v obci postavit jednolodní gotický kostelík s dřevěnou zvonicí. Kolem kostela ponechal ohrazené místo pro hřbitov.
V roce 1674 se objevuje záznam o Višňovské Panně Marii, která se stala cílem poutí věřících ze širokého okolí. Poutní kostelík nestačil pojmout velké množství poutníků, proto byl v průběhu několika desetiletí až třikrát rozšířen. V polovině 18. století vymohl Ján Laffiri (Zaffiro) u nitranského biskupa Jana Gustínyho stavbu nového kostela. Povolal z Kremnice zkušeného architekta Petra Millera, který navrhl, aby starý kostel nechali stát a kolem něj zvedali zdi nového, pozdně kostela.
Základní kámen byl položen r. 1769 a roku 1782 byl kostel celý zastřešený. Nově postavený kostel má délku 46 metrů a v nejširším místě měří až 27 metrů. Žilinský rodák Daniel Dlabač daroval kostelu hlavní oltář s obrazem Navštívení Panny Marie a varhany Jan Pažický z Rajce. Dne 29. září 1783 byl kostel slavnostně posvěcen a socha přenesena na hlavní oltář. Roku 1816 nařídil nitranský biskup Jozef Kluch dokončit věže a malbu interiéru udělal v letech 1901 – 1902 slovenský malíř Jozef Hanula.
Probíhají kroky na přeměnu kostela na baziliku.